# Raoul Diagne
Raoul Diagne (ur. 10 listopada 1910 w Saint-Laurent-du-Maroni, zm. 12 listopada 2002 w Créteil) – francuski piłkarz, obrońca i trener piłkarski.
Był pierwszym czarnoskórym piłkarzem, który zagrał w reprezentacji Francji. Urodził się w Gujanie Francuskiej, jednak miał senegalskie korzenie. Jego ojciec Blaise Diagne był znanym politykiem, jednym z pierwszych Afrykanów, którzy zrobili karierę we Francji – od 1914 zasiadał w parlamencie.
Raoul Diagne był piłkarzem RC Paryż (1930–1940), Toulouse FC (1940–1944) oraz Annecy (1944–1946). Z RC Paris w 1936 został mistrzem Francji, trzykrotnie triumfował w krajowym pucharze (1936, 1939, 1940). W reprezentacji zagrał 18 razy. Debiutował 15 lutego 1931 w meczu z Czechosłowacją, ostatni raz zagrał w 1940. Brał udział w mistrzostwach świata 1938 (dwa mecze).
Pracował jako trener. Prowadził m.in. reprezentację Senegalu.